# Нефедьев, Анатолий Алексеевич
Анато́лий Алексе́евич Нефе́дьев (1910 − 1976) — советский астроном.

## Биография
Родился в Камне-на-Оби (Алтайский край), в 1936 окончил Томский университет. С 1937 работал в обсерватории имени В. П. Энгельгардта Казанского университета (в 1944—1958 — заместитель директора по науке, с 1958 — директор). С 1970 — профессор Казанского университета, преподавал также в Казанском педагогическом институте.
Основные труды в области изучения вращения Луны и её фигуры. Выполнил на гелиометре большой ряд измерений расстояний кратера Мёстинг A от края Луны. Вывел новые элементы вращения Луны, подтвердил существование эффекта асимметрии фигуры Луны, установленного ранее А. А. Яковкиным, а также неравенства в западных и восточных радиусах Луны, открытого И. В. Бельковичем. Впервые теоретически обосновал и построил по данным гелиометрических наблюдений карты краевой зоны Луны, отнесенные к общему нулевому уровню. Уделял большое внимание организации наблюдений покрытий звёзд Луной, написал ряд работ по истории Энгельгардтовской обсерватории. Проводил большую педагогическую работу.

## Память
В 2009 г. Международный астрономический союз присвоил имя Анатолия Алексеевича Нефедьева кратеру на обратной стороне Луны.

## Семья
Супруга - Нефедьева, Антонина Ивановна (1921-2014).

## Из библиографии
- Карты рельефа краевой зоны Луны на общем нулевом уровне / А.А. Нефедьев. - Казань : Изд-во Казан. ун-та, 1958. - 149 с., 8 л. карт. : черт.; 26 см. - (Известия Астрономич. энгельгардтовской обсерватории Казанского орд. Трудового Красного Знамени гос. ун-та им. В. И. Ульянова-Ленина; № 30).